# Pseudione munidae
Pseudione munidae är en kräftdjursart som beskrevs av Barnard 1920. Pseudione munidae ingår i släktet Pseudione och familjen Bopyridae. Inga underarter finns listade i Catalogue of Life.